# Stanisław Skowron (dyplomata)
Stanisław Edmund Skowron (ur. 11 października 1936 w Saint-Forgeot, zm. 22 czerwca 2013 w Warszawie) – polski dyplomata, chargé d’affaires w Japonii (1981–1983).

## Życiorys
Syn Józefa i Bolesławy. W latach 1955–1961 odbył studia prawnicze w zakresie stosunków międzynarodowych w Moskiewskim Państwowym Instytucie Stosunków Międzynarodowych.
W 1961 rozpoczął pracę w Departamencie Azjatyckim Ministerstwa Spraw Zagranicznych. W latach 1963–1967 pełnił funkcje referendarza, sekretarza ambasadora i attaché w Ambasadzie w Tokio. Od 1967 do 1971 pracował w Departamencie Współpracy Kulturalnej i Naukowej MSZ. W latach 1971–1976 był I sekretarzem w Ambasadzie w Tokio. Po powrocie, do 1980 radca ministra w MSZ. Od 15 września 1980 do 1984 po raz trzeci przebywał na placówce w Tokio, tym razem na stanowisku radcy. Po ucieczce ambasadora Zdzisława Rurarza w grudniu 1981 kierował do 1983 Ambasadą jako chargé d’affaires.
14 maja 1961 wstąpił do Polskiej Zjednoczonej Partii Robotniczej. Jako działacz PZPR pełnił funkcje I sekretarza podstawowej organizacji partyjnej przy Ambasadzie w Tokio (1966–1967, 1971–1973), instruktora Wydziału Zagranicznego Komitetu Centralnego (1968–1971).
Pochowany na Cmentarzu Komunalnym Południowym w Warszawie.